# A művészetek története
A művészetek története, alcímén A legrégibb időktől a XIX. század végéig a  20. század elején megjelent nagy terjedelmű, de alcímével szemben végül a 16. századnál félbemaradt magyar nyelvű művészettörténeti mű.

## Története
A 20. század elején az egyik ismert magyar könyvkiadó, a Lampel Róbert (Wodianer Fülöp és Fiai) Császári és Királyi Könyvkereskedése nagy művészettörténeti enciklopédia kiadását határozta el. A sorozat a kezdetektől legalább 4 kötetben a 19. század végéig mutatta volna be gazdag képanyaggal a művelt nagyközönség számára a művészetek történetét. A kötetek szerkesztési feladataival a kiadó Beöthy Zsolt irodalomtörténészt bízta meg.
A tervet kivitelezés követte, és 1907-ben meg is jelent az I. kötet, amely 556 oldalon az ókor művészetét dolgozta fel. Folytatása már 1907-ben kikerült a nyomdákból, ez a középkor művészeti alkotásait adta közre 614 oldal terjedelemben. A III. kötet megjelenésére 1912-ig kellett várni, azonban végül ez is elkészült: elődeihez méltón 450 oldalon mutatta be a kora újkor, a reneszánsz művészetét.
A sorozatnak tervbe volt véve egy IV. kötete is, és egy 1913-as Könyvjegyzék „sajtó alatt” minősítéssel jegyzi fel kínálatában. A kötet címe Ujkor II. rész lett volna. A kötet kiadásáról nincs későbbi információ – feltehetően az 1914-ben kitört első világháborús gazdasági nehézségek miatt nem jelent meg. Esetleges kéziratáról sincs forrás.
Ennek ellenére az elkészült sorozat teljes terjedelme meghaladja az 1600 nyomtatott nagy alakú (28 x 21 cm) oldalt, így máig az egyik legrészletesebb magyar nyelvű művészettörténeti szintézisnek tekinthető.

## Jellemzői

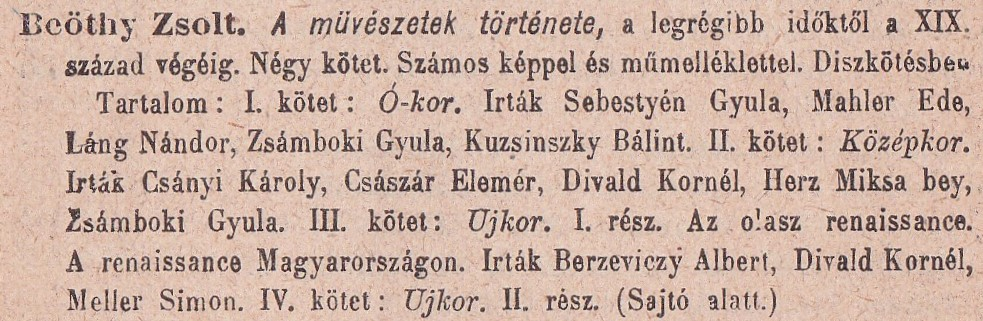
Korabeli hirdetés egy könyvjegyzékből

A művészetek története mind külső, mind belső kialakításánál fontos szempontot kapott az esztétikum. A kötetek külső szürke színű egészvászon borítójára középen vörös téglalapra került aranyozott nagy betűkkel a sorozat cím („A művészetek története, szerkeszti Beöthy Zsolt”). A téglalap alatt ugyancsak arany színű betűkkel a kötetcím, illetve egy stilizált szecessziós növényi motívum foglalt helyet, amelynek egyes részeit kék és zöld színűre festettek. A gerincen szintén volt vörös, de álló téglalap sorozatcímmel, alatta kötetcímmel. A gerincen is végigfutott egy indarajz, az alján pedig a kiadó neve volt olvasható.
A mű igen gazdaság képi anyaggal jelent meg. A számtalan fekete-fehér kisebb-nagyobb szövegkép mellett sok egész oldalas tábla és fénykép kapott helyet benne. Néhány illusztrációja színesre készült.

## Reprint kiadás
A sorozat 2 kötete az 1990-es években új, egyszerű ragasztott papírkötéses reprint kiadásban ismét napvilágot látott. Érdekes módon ez a két kötet az I. és a III. kötet volt Az ókor művészete – Egyiptomi, babiloni, asszír, perzsa, görög és római építészet, szobrászat, festészet (Anno Kiadó, Budapest, 1997, ISBN 963-85389-7-x), illetve A reneszánsz művészete – Az itáliai trecento, quattrocento, és cinquecento építészete, szobrászata és festészete – A reneszánsz Magyarországon (Laude Kiadó, Budapest, é. n., ISBN 963-7830-69-3) címen. A II., középkori kötetről nem készült reprint kiadás.
A sorozatnak elektronikus kiadása sincs napjainkig (2021).

## Kötetbeosztás
Az egyes kötetek a következők voltak:
| Kötetszám | Kötetcím                                                              | Szerzők                                                                            | Főbb részek | Kiadási év | Oldalszám |
| --------- | --------------------------------------------------------------------- | ---------------------------------------------------------------------------------- | --- | ---------- | --------- |
| I.        | Ó-kor                                                                 | - Sebestyén Gyula - Mahler Ede - Láng Nándor - Zsámboki Gyula - Kuzsinszky Bálint  | - Az őskor művészete - Az ókor keleti népeinek művészete (Egyiptom, Babilónia és Asszíria, Perzsia, Szíria és Kis-Ázsia) - A görög művészet története - A római művészet - Magyarország emlékszerű maradványai a római korból | 1906       | 556       |
| II.       | Középkor                                                              | - Csányi Károly - Császár Elemér - Divald Kornél - Herz Miksa Bey - Zsámboki Gyula | - Ó-keresztény kor - Korai középkor („A győzelem kora”) - Az iszlám művészet - A román művészet kora - A csúcsíves építés kora - Magyarország középkori képzőművészet                                                         | 1907       | 614       |
| III.      | Uj-kor. Első rész. Az olasz renaissance. A renaissance Magyarországon | - Berzeviczy Albert - Divald Kornél - Meller Simon                                 | - Az olasz renaissance építészet - A Trecento festészete és szobrászata - A quattrocento szobrászata és festészete - A Cinquecento festészete, szobrászata és művész ipara - A renaissance Magyarországon                     | 1912       | 450       |